# Kalkering

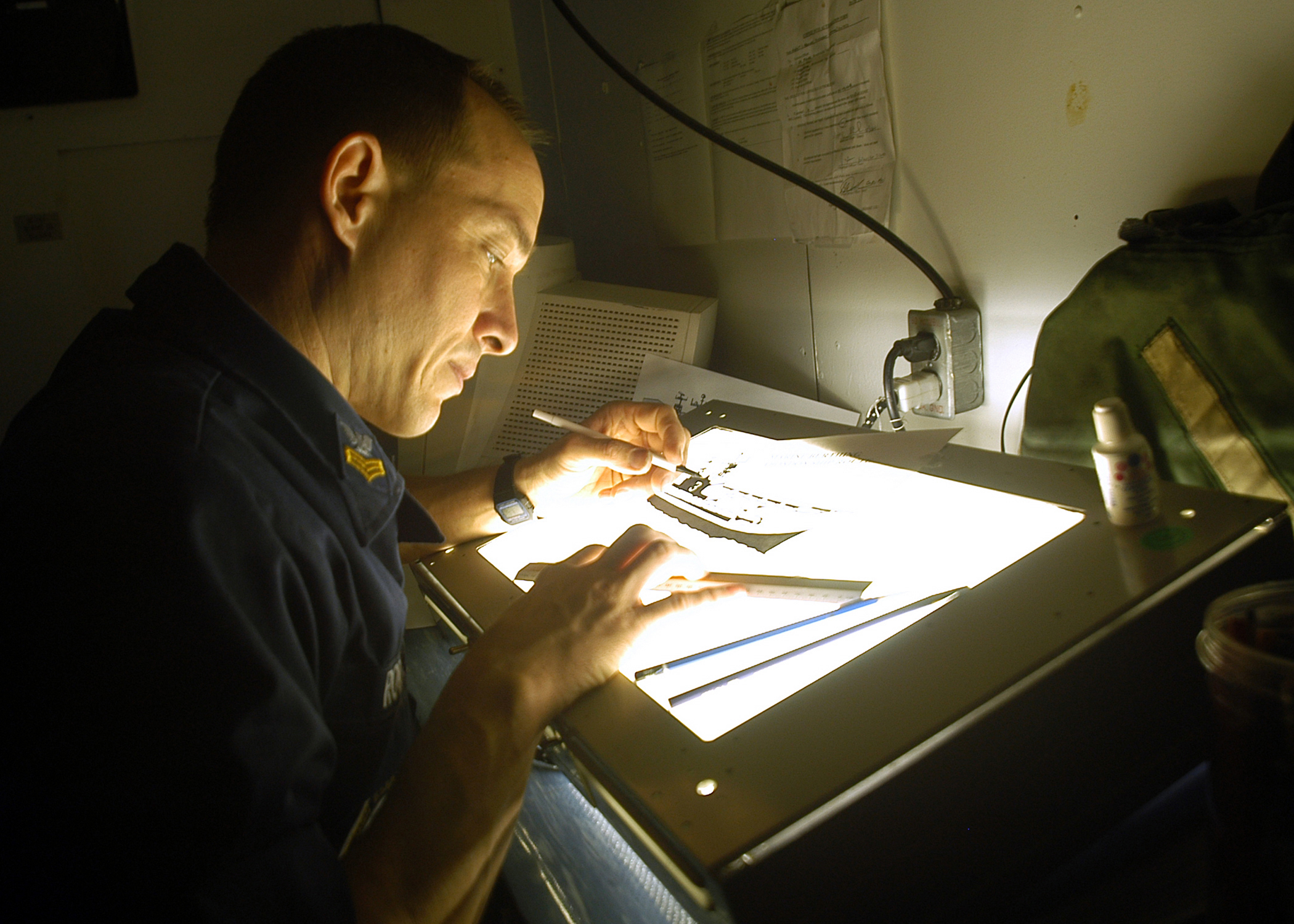
En man använder ett ljusbord för att kalkera en bild

Kalkering är en metod som används för att kopiera en bild på ett över- eller underliggande papper eller liknande material genom att med ett spetsigt instrument till exempel en pryl eller en penna följa originalets linjer.
Om man vill kalkera en bild kan man använda sig av ett transparent papper eller använda ett ljusbord med en transparent skiva som belyses underifrån och ett opakt papper som läggs över originalet. Ett annat förfaringssätt för kalkering är att använda kalkerpapper eller karbonpapper som läggs mellan den bild som skall överföras och det material på vilket överförandet sker.